# توم كولمان (سياسي)
توم كولمان (بالإنجليزية: Tom Coleman)‏ هو سياسي أمريكي، ولد في 8 سبتمبر 1928 في سافانا في الولايات المتحدة، وتوفي بنفس المكان في 4 يونيو 2014. حزبياً، نشط في الحزب الديمقراطي.